# Eric Hughes
Eric Yorath Hughes (Wales, 1894. június 6. – Anglia, 1979. július 14.) walesi származású katona, ászpilóta.

## Élete

### Ifjúkora
Hughes 1894-ben született az Egyesült Királyságban, Walesben a Glamorgan megyében található Brigend városában. 

### Katonai szolgálata
Hughes már az első világháború kitörésének évében a brit hadsereg kötelékéhez tartozott. A forrás azonban nem tesz róla említést, hogy önszántából lépett-e a seregbe vagy behívták. A gyalogságnál kezdte szolgálatát, ahol a 2. Walesi Ezredhez (2nd Welsh Regiment) került. 1914. október 3-án léptették elő alhadnaggyá, s ez lett a gyalogságnál szerzett legmagasabb rangja.
1916 körül helyezték át a brit légierő (Royal Flying Corps) kötelékébe, ahol a 46. repülőszázadba osztották. Sopwith Pup típusú repülőgéppel repült, s légi győzelmeinek nagyobb részét megosztva szerezte. Elsőt 1917. szeptember 4-én aratta Maurice Scott, és Charles Odell pilótákkal megosztva. Feltehetően egy Albatros típusú német gépet lőttek le, azonban a gép pontos típusa nem ismert. Második légi győzelmét egy hétre rá, szeptember 11-én aratta Maurice Scott és Arthur Lee pilótákkal megosztva. Harmadik légi győzelmét szintén Scott és Lee pilótákkal közösen szerezte meg. Első egyedül szerzett győzelmét december 1-jén aratta egy Albatros D.III-as típusú gép lelövésével. S egyben ezen győzelme volt az utolsó amelyet a 46. repülőszázad kötelékében szerzett, ugyanis ezt követően a 3. repülőszázadhoz helyezték át. Itt a híres Sopwith Camellel repült, egyetlen győzelmet szerzett. A barátai által Taffy néven emlegetett Hughes végül 5 győzelemmel fejezete be a háborút.
A háborút követően mint tőzsdeügynök tevékenykedett. 1979. július 14-én hunyt el.

### Légi győzelmei
| Sorszám | Dátum                | Egység                | Repülőgépe    | Ellenfele      |
| ------- | -------------------- | --------------------- | ------------- | -------------- |
| 1       | 1917. szeptember 4.  | 46. brit repülőszázad | Sopwith Pup   | Ismeretlen     |
| 2       | 1917. szeptember 11. | 46. brit repülőszázad | Sopwith Pup   | Ismeretlen     |
| 3       | 1917. szeptember 21. | 46. brit repülőszázad | Sopwith Pup   | Ismeretlen     |
| 4       | 1917. december 1.    | 46. brit repülőszázad | Sopwith Pup   | Albatros D.III |
| 5       | 1917. december 12.   | 3. brit repülőszázad  | Sopwith Camel | Albatros D.V   |